# Tomáš Jílek (sportovní novinář)
Tomáš Jílek (* 16. srpna 1977) je český sportovní novinář a komentátor České televize. Zaměřuje se na lední hokej a cyklistiku.

## Život
Tomáš Jílek se narodil 16. srpna 1977. Vystudoval magisterské studium na Fakultě sociálních věd Univerzity Karlovy obor Masová komunikace (studium ukončil v roce 2002). Od roku 2000 byl externím spolupracovníkem RS ČT, od roku 2006 je jejím zaměstnancem. Od roku 2000 je také reportérem zápasů hokejové extraligy. V letech 2000–2008 moderoval ranní sportovní zprávy ČT. Od roku 2004 je reportérem na MS v ledním hokeji a také komentátorem sestřihů z Tour de France. Od podzimu 2008 je komentátorem přímých přenosů hokejové extraligy. Od roku 2011 komentuje přímé přenosy z Tour de France.